# آنا بوتلا
آنا بوتلا (انگلیسی: Ana Botella؛ زادهٔ ۲۳ ژوئیهٔ ۱۹۵۳) یک سیاست‌مدار اهل اسپانیا است.